# Episcea sancta
Episcea sancta là một loài bướm đêm thuộc phân họ Arctiinae, họ Erebidae.